# موهلنراده
موهلنراده (به آلمانی: Mühlenrade) یک شهر در آلمان است که در هرتسوگتوم لاونبورگ واقع شده‌است.
 موهلنراده  ۱۹۱ نفر جمعیت دارد.